# Gabriël Verschraegen
Gabriël Verschraegen (Eksaarde, 11 augustus 1919 – Gent, 13 november 1981) was een Belgisch organist, muziekpedagoog en componist.

## Levensloop
Verschraegen studeerde aan het Lemmensinstituut in Mechelen en aan het Conservatorium in Gent, onder meer bij Flor Peeters en Toussaint De Sutter.
In 1944 werd hij titularis van het orgel in de Sint-Baafskathedraal in Gent. In 1950 werd hij leraar orgel aan het conservatorium in deze stad. In 1962 werd hij directeur van de Muziekacademie in Lokeren en in 1968 directeur van het Gents conservatorium. Stanislas Deriemaeker, Roger Deruwe, Jo van Eetvelde, Lucien Goethals, Johan Huys, Karel Paukert, Dirk Verschraegen (zoon), Herman Verschraegen (neef) en Edward De Geest waren leerlingen van zijn orgelklas.
Verschraegen was stichter en voorzitter van het Gents Orgelcentrum dat jaarlijks een orgelcyclus organiseert in Gent. Hij genoot internationale bekendheid als organist en hij maakte concertreizen doorheen Europa, de Sovjet-Unie en de Verenigde Staten.
De componist werd vaak aangezocht om in jury's te zetelen, onder meer in Gent, Praag, München, Genève en Haarlem. Hij behoorde tot de jury voor het internationaal orgelconcours in het kader van het Festival Musica Antiqua in Brugge voor de jaren 1973, 1976 en 1979.
Verschraegen was in 1976 medeoprichter van SOS-Gent vzw die vecht voor het historisch erfgoed en het esthetisch uitzicht van de Stad Gent. De medeoprichters waren onder meer Jan Briers, Prof. Pierre Kluyskens, Simon Fredericq, Hugo Collumbien, en Lieve Storme-de Schrijver.
Als componist schreef hij vele orgelwerken die deels hun inspiratie vonden in het gregoriaans maar ook in een neobarok idioom met invloed van Max Reger en/of Paul Hindemith. Daarnaast schreef hij ook werken voor orgel met andere instrumenten.
Gabriël Verschraegen werd in 2019 geëerd met een plaquette bij de Onze-Lieve-Vrouwekerk in Doorslaar. Zijn weduwe Maria Verniers en zoon Dirk onthulden het. Gabriëls Drie Vlaamse Dansen stond dat jaar in de Klara's Top 100 van klassieke werken. 
Zijn zoon Dirk Verschraegen (°1948) volgde in zijn voetstappen, als organist, als leraar aan het conservatorium te Gent, als directeur van de Rijksmuziekacademie te Gent, alsook als voorzitter van het Gents Orgelcentrum.

## Werkenlijst
Van zijn werken is een aantal vastgelegd, aldus Muziekweb:

### Orgel

#### Geïnspireerd op het gregoriaans
- 1954: Preludium, interludium en postludium over "Per natus est" (onuitgegeven)
- 1955: Partita per octavo tono super "Veni creator spiritus" (bijlage bij tijdschrift "De Praestant"
- 1961-62: Koraalvoorspelen op "Jesu redemptor omnium", "Puer natus est", "Veni Creator" (uitgave Gents Orgelcentrum), "Placare", "Sanctus uit de IVde mis" (bijlage bij tijdschrift "De Praestant"
- 1961: Postludium over "Gaudeamus" (onuitgegeven)
- 1967: Litanie (uitgave Gents Orgelcentrum)
- 1972: Sonata da Chiesa (allegro, canzona gregoriana, siciliano, finale) (uitgave Gents Orgelcentrum)
- 1973: Toccata "Te Deum" (uitgave Andel [Oostende])

#### Vrije orgelwerken
- 1948: Sonate in klein (allegro, scherzo, adagio, fuga) (scherzo uitgegeven bij Cnudde [Gent]
- 1959: Praeludium in C (onuitgegeven)
- 1961: Passacaglia in e (uitgave Metropolis [Antwerpen])
- 1962: Toccata in h (uitgave Gents Orgelcentrum)
- 1963: Preludium en fuga in C (onuitgegeven)
- 1965: Variaties over "O Corydon"(onuitgegeven)
- 1975: Fantasia (uitgave Gents Orgelcentrum)
- 1979: Fantasia en fuga op de naam B.A.C.H. (uitgave Gents Orgelcentrum)

### Werken voor orgel met andere instrumenten
- 1962: Concerto voor orgel, strijkers en pauken (onuitgegeven)
- 1970: Symfonie voor orgel, koperensemble en pauken (onuitgegeven)
- 1974: Concerto voor orgel en kamerorkest (onuitgegeven)
- 1978: Melodie voor viool en orgel (onuitgegeven)

- Bibliothèque nationale de France: cb148312893 (data)
- Gemeinsame Normdatei: 129630780
- International Standard Name Identifier: 0000 0001 0964 3529
- Library of Congress Control Number: n91063055
- MusicBrainz: 177fb0dd-a3c3-420a-8df1-957df81efc49
- Nationale Bibliotheek van Tsjechië: jo2015866398
- Virtual International Authority File: 35540118
- WorldCat: E39PBJxCx4DGvg6m88VDpY9VYP